# NGC 4930
NGC 4930 (również PGC 45155) – galaktyka spiralna z poprzeczką (SBb), znajdująca się w gwiazdozbiorze Centaura. Odkrył ją John Herschel 8 czerwca 1834 roku.